# Gastrinoma
El gastrinoma es un tipo de tumor neuroendocrino poco frecuente que se origina en las células no - beta del páncreas y se comporta de forma maligna en más de la mitad de los casos. Tienen la particularidad de producir gastrina, sustancia que estimula la secreción de ácido por las células parietales del estómago, lo cual origina la aparición de múltiples úlceras tanto en estómago como en duodeno. Este cuadro clínico se conoce como síndrome de Zollinger-Ellison.

El síndrome de Zollinger-Ellison se caracteriza por la aparición de varias úlceras en el tracto digestivo que pueden localizarse en lugares poco habituales y responden mal al tratamiento. Suele existir asimismo diarrea, pues el exceso de ácido inactiva las enzimas producidas por el páncreas para hacer posible la digestión.
Los gastrinomas son de tamaño muy variable que puede oscilar entre 0.1  y 20 cm, aunque lo más frecuente es que sean pequeños. En muchas ocasiones tienen una localización múltiple y pueden observarse también en estómago, hígado, bazo y ovario. En el 25% de los casos forman parte de una enfermedad más compleja que  se conoce como neoplasia endocrina múltiple.

## Signos y síntomas
El gastrinoma en las primeras etapas tendrá signos y síntomas de indigestión o similares a la enfermedad del intestino irritable (EII), como:
Hipergastrinemia
- Úlceras del duodeno, estómago e intestino delgado.
- Diarrea severa .
- Síntomas generalizados de cáncer.
- Dolor y sangrado en las heces.
- Obstrucción del intestino.
- Pérdida de peso/falta de apetito
- Anemia (debido a malabsorción de vitamina B12 y sangrado)
- Hematemesis
- Enfermedad por reflujo gastroesofágico
- Complicaciones esofágicas ( esófago de Barrett, esofagitis , formación de estenosis) [9]
- vómitos
- Esteatorrea